# Trương Lượng (nhà Đường)
Trương Lượng (chữ Hán: 张亮, ? – 646), người Huỳnh Dương, Trịnh Châu , tướng lãnh, khai quốc công thần nhà Đường trong lịch sử Trung Quốc.

## Khởi nghiệp: gia nhập Ngõa Cương
Lượng được sanh ra trong một gia đình làm nghề nông; từ nhỏ tỏ ra lỗi lạc, có tiết tháo, nhưng tính cách của ông thật ra bề ngoài đôn hậu còn bên trong giả trá, người đời chẳng ai biết. Cuối đời Tùy, nghĩa quân Ngõa Cương cướp bóc Huỳnh, Biện, Lượng khăn gói xin gia nhập, nhưng không được xem trọng. Gặp lúc trong quân có kẻ mưu phản, Lượng cáo giác, nên được thủ lãnh Lý Mật xét rằng ông thành thật, cho thự chức Phiêu kỵ tướng quân, thuộc đội ngũ của Từ Thế Tích.

## Thăng tiến: phục vụ nhà Đường

### Thời Cao Tổ
Đến khi Từ Thế Tích đem Lê Dương quy hàng nhà Đường, Lượng tán thành ông ta, nên được cất nhắc làm Trịnh Châu thứ sử. Khi ấy Vương Thế Sung chiếm Trịnh Châu, Lượng đến nhậm chức, thấy lực lượng của mình ít ỏi, lại không có cứu viện, bèn bỏ trốn vào vùng núi của Cộng Thành. Ít lâu sau, Lượng được làm Kiểm hiệu Định Châu biệt giá. Lý Thế Tích chống trả Lưu Hắc Thát, sai Lượng giữ Tương Châu; nhưng Thế Tích không địch nổi Hắc Thát, Lượng cũng bỏ thành chạy trốn.
Về sau Phòng Huyền Linh, Lý Thế Tích cho rằng Lượng quả cảm lại có mưu trí, tiến cử với Tần vương Lý Thế Dân, nên ông được làm Xa kỵ tướng quân của phủ Tần vương. Lượng dần được Tần vương tin cậy, trở thành tâm phúc của ông ta. Trong cuộc tranh chấp với Thái tử Lý Kiến Thành và Tề vương Lý Nguyên Cát, Tần vương có phần thất thế, nên muốn thiết lập căn cứ ở bên ngoài Trường An, một khi phát sinh biến cố thì lập tức chạy ra đấy. Vì vậy Tần vương lựa chọn Lạc Châu, sai Lượng đi Lạc Dương, đem theo thủ hạ là bọn Vương Bảo hơn ngàn người, khiến ông ngầm liên kết với hào kiệt Sơn Đông để phòng ngừa biến cố, còn giao cho ông nhiều vàng lụa, được phép sử dụng.  Tề vương tố cáo Lương mưu phản, Đường Cao Tổ bắt thuộc lại để tra hỏi, nhưng thủ hạ của Lượng đều không nói gì, nên ông được phóng thích, bèn trở lại Lạc Dương.  

### Thời Thái Tông
Sau sự biến Huyền Vũ môn, Đường Thái Tông lên ngôi, Lượng được thụ chức Hoài Châu tổng quản,  được trừ giai Hữu vệ tướng quân,  phong tước Trường Bình quận công. Năm Trinh Quan thứ 5 (631), Lượng được thăng làm Ngự sử đại phu, chuyển giai Quang lộc khanh, tiến phong Vũ quốc công, ban thực ấp thật phong 500 hộ ở Ích Châu . Sau đó Lượng được nhận chức Bân, Hạ, Phu 3 châu đô đốc. Năm thứ 7 (633), Ngụy vương Lý Thái được làm Tương Châu đô đốc nhưng không phải đến nhiệm sở, triều đình tiến Lượng làm Kim tử quang lộc đại phu, Hành Tương Châu đại đô đốc trưởng sử . Năm thứ 11 (637), Lượng được đổi phong Vân quốc công.
Lượng ở chức, ngầm sai tả hữu dò xét thiện ác, rồi ra tay nhằm vào nơi kẻ gian ẩn nấp, khiến người ta ngỡ là ông được thần linh giúp đỡ. Lượng ức chế cường hào, cứu giúp nghèo khó, tại nhiệm sở cũng được khen ngợi, nhưng vợ ông là Lý thị rất mê tín, đi lại với bọn thầy cúng, còn can dự vào chính sự, khiến thanh danh của ông chịu tổn hại. Năm thứ 14 (640), Lượng được về triều, làm Công bộ thượng thư. Năm sau (641), được thăng làm Thái tử chiêm sự. Năm thứ 17 (643), được ra làm Lạc Châu đô đốc.
Trước đó, Hầu Quân Tập diệt nước Cao Xương, rồi chiếm đoạt tài vật, nên bị đàn hặc đến nỗi phải vào ngục, khiến ông ta ấm ức không vui. Lượng phải ra Lạc Dương, Quân Tập tìm cách khích động ông mà rằng: “Sao chịu đuổi đi?” Lượng đáp: “Là anh bị đuổi đi, còn ai nữa?” Quân Tập nói: “Ta diệt một nước, nên chọc giận thiên tử, cớ gì đuổi anh đi?” Nhân đó nắm tay áo của Lượng mà nói: “Uất ức không thể sống, muốn phản không? Cùng nhau làm phản đi!” Lượng bí mật nói với Đường Thái Tông, Thái Tông nói: “Khanh với Quân Tập đều là công thần, Quân Tập chỉ nói với một mình khanh, không ai nghe thấy, nếu có thuộc lại, Quân Tập hẳn không nói như vậy. Hai người biết với nhau, việc này không thể làm gì được.” Vì thế Thái Tông bỏ qua. Ít ngày sau, Thái Tông mệnh cho vẽ tranh 24 công thần, treo ở Lăng Yên các, Lượng và Quân Tập là hai trong số ấy. Đến khi Hầu Quân Tập đền tội, Thái Tông xét Lượng trước đây từng tố cáo ông ta, ban chiếu vỗ về, thăng làm Hình bộ thượng thư, cho phép tham dự triều chánh.
Đường Thái Tông sắp đánh Cao Câu Ly, Lượng nhiều can ngăn không được, bèn xin đi theo. Năm thứ 18 (644), Lượng được làm Bình Nhưỡng đạo Hành quân đại tổng quản, soái 4 vạn binh Giang, Hoài, Lĩnh, Hạp, 3000 mộ binh của Trường An, Lạc Dương, 500 cỗ chiến hạm, từ Đông Lai vượt bể đi Bình Nhưỡng.  Tháng 4 ÂL năm thứ 19 (645), Lượng tập kích thành Sa Ti, phá được, bắt sống 8000 nam nữ Cao Câu Ly.  Tháng 7 ÂL, Lượng tiến quân đến dưới thành Kiến An, doanh trại chưa dựng, sĩ tốt phần nhiều đi kiếm củi và chăn ngựa. Quân Cao Câu Ly đột ngột kéo đến, khiến quân Đường bàng hoàng; Lượng vốn khiếp sợ, không có kế sách, chỉ ngồi lặng trên hồ sàng, nhìn thẳng mà không nói năng gì; tướng sĩ trông thấy, lại cho rằng ông dũng cảm, nên lòng quân trở nên an định. Bọn Phó tổng quản Trương Kim Thụ bèn nổi trống, lệnh cho toàn quân đánh giặc, đẩy lui được quân Cao Câu Ly. Sau đó Lượng theo đại quân rút lui, về đến Tịnh Châu thì Đường Thái Tông biết việc này, nhưng cho rằng ông không có tài tướng soái, nên không trách tội.

## Kết cục: chết vì mưu phản
Có đạo sĩ Trình Công Dĩnh được Lượng tin cậy, đối đãi hậu hĩ. Lượng nói riêng với Công Dĩnh rằng: “Anh ngày trước nói bệ hạ mới là chủ thiên hạ thật sự, sao mà thần kỳ vậy?”  Lúc ở Tương Châu, Lượng ngầm triệu Công Dĩnh đến hỏi rằng: “Tương Châu có địa thế hiểm yếu, người ta nói không ngoài vài năm lại có bậc vương giả nổi lên, anh thấy thế nào?”  Công Dĩnh biết Lượng có chí khác, nhân đó khen ngợi dáng ngồi của ông như rồng, ắt sẽ đại quý. Lượng lại nói: “Quốc gia ắt đại loạn, tôi nâng vẩy rồng mà vươn lên, cẩn thận một chút sẽ được đại quý.”  
Con ghẻ (giả tử) của Lượng là Công Tôn Tiết kể với ông có lời sấm rằng: “Hữu cung trường chi quân đương biệt đô”.  Lượng tự xét Tương là cựu đô , cung (弓) trường (長) chính là trương (張), cho rằng lời sấm ứng vào mình, nên nảy sinh ý đồ mưu phản. Anh của Tiết là Công Tôn Thường  rất giỏi văn chương, tự nhận mình biết thuật luyện kim , rất thân với Lượng. Lượng nói: “Tôi từng nghe câu Đồ sấm ‘hữu cung trường chi quân đương biệt đô’, dẫu có lời này, thật không nguyện nghe được.”  Lại nói: “Tôi có người thiếp, kẻ xem tướng cho biết cô ta ắt được làm vợ lẽ (cơ) của chư vương.”  Thường nói: “Con của anh tôi đọc kinh văn , thấy thần linh bảo có tên ngài trong Sấm thư.” Lượng cả mừng.
Năm thứ 20 (646), người Thiểm Châu là Thường Đức Huyền tố cáo những việc ấy, còn nói Lượng có 500 con nuôi (nghĩa nhi). Đường Thái Tông sai Mã Chu tra án, Trình Công Dĩnh và Công Tôn Thường ra làm chứng, Lượng nói: “Hai kẻ ấy sợ chết nên vu cáo đấy!” rồi trần tình công lao phù tá khi xưa, mong được khoan thứ. Thái Tông nói với thị thần rằng: “Lượng nhận 500 con nuôi là muốn làm gì? Chính là muốn phản đấy!”  Thái Tông sai Trưởng Tôn Vô Kỵ, Phòng Huyền Linh vào ngục gặp Lượng, nói rằng: “Trước pháp luật, thiên hạ đều ngang nhau, đối với ngài cũng như vậy. Ngài không tự sửa mình, đến nỗi này, biết làm sao?”  Vì thế Lượng chịu xử trảm ở chợ Tây, gia sản bị tịch biên. 
Bấy giờ Thái Tông mệnh cho bách quan nghị án. Mọi người đều nói Lượng đáng chết, chỉ có Tương tác thiếu tượng Lý Đạo Dụ nói chứng cứ không đủ, đòi phán Lượng vô tội. Thái Tông nổi giận, đem chém Lượng; hơn năm sau, Thái Tông cất nhắc Lý Đạo Dụ làm Hình bộ thị lang, thừa nhận mình hối hận vì vội vàng xử chém Lượng.

## Gia đình
Khi xưa Lượng còn ở châu, đã bỏ vợ mà lấy Lý thị. Lý thị có tính dâm đãng, lại ghen tuông, ngang ngược quá lắm, khiến Lượng vừa yêu vừa sợ bà ta. Sau khi đến Tương Châu, Lý thị gặp một gã trai làm nghề viết thuê, giỏi múa hát ở huyện Nghiệp, trông thấy thì ưa thích, bèn tư thông với hắn ta. Lý thị nói dối rằng trước đây Lượng từng ngủ với mẹ của gã trai ấy mà sanh ra hắn ta, vì thế Lượng nhận gã làm con, đặt tên là Thận Ki. Con trai của Lượng với vợ trước là Trương Ỷ (hoặc Trương Thận Vi)  nhiều lần can ngăn việc nhận nuôi Trương Thận Ki, ông đều không nghe.